# Mahikeng
Mahikeng (bivši naziv Mafeking) je grad u Južnoafričkoj Republici središte provincije North West. Provincijsko zakonodastvo i mnoga druga vladina tijela imaju središte u gradu. 

## Zemljopis
Mahikeng se nalazi na krajnjem sjevernom dijelu države, u blizini granice s Bocvanom. Nalazi se 1.400 km sjeveroistočno od Cape Towna i 260 km sjeverno od Johannesburga, leži na gornjem toku rijeke Molopo.

## Demografija
Prema popisu stanovništva iz 2001.godine u gradu živi 49.300 stanovnika, dok u distriktu Ngaka Modiri Molema živi oko 750.000 stanovnika. Većina stanovništva su negroidi, zatim bijelci.

## Vanjske poveznice
- www.mahikeng.gov.za/